# Pierre Levée (La Roche-l'Abeille)
Pour les articles homonymes, voir Pierre levée.
La Pierre Levée est un dolmen situé à La Roche-l'Abeille dans le département français de la Haute-Vienne.

## Historique
Le dolmen est classé au titre des monuments historiques le 7 mai 1945.

## Description
Le dolmen est orienté sud-est/nord-ouest. Il est constitué de quatre dalles en granite sur lesquelles repose une unique table de couverture de forme sensiblement triangulaire :
| Dalle                                 | Hauteur | Épaisseur     | Largeur |
| ------------------------------------- | ------- | ------------- | ------- |
| A                                     | 1 m     | 0,15 à 0,20 m | 1,40 m  |
| B                                     | 1,25 m  | 0,60 m        | 0,70 m  |
| C                                     |         | 0,40 m        | 0,90 m  |
| Table                                 | 3,40 m  |               | 2,40 m  |
| Données : Les Dolmens de Haute-Vienne |         |               |         |

La chambre funéraire mesure au moins 2,15 m de longueur sur 1,50 m de largeur.

## Folklore
Selon une légende, les pierres furent apportées par trois bergères, dont l’une, étant boiteuse, ne put transporter qu'une pierre plus petite, entrainant l'inclinaison de l'édifice.